# 入力オフセット電圧
入力オフセット電圧（にゅうりょくオフセットでんあつ、Input Offset Voltage,{\displaystyle V_{os}}とも）はオペアンプの出力電圧が0vになるときの、+端子と-端子の間の電圧差。出力をゼロにするために、 アンプの入力間、特にオペアンプ （op-amp）の入力間に必要な差動 DC 電圧を定義するパラメーター（電圧アンプの場合、グランドに対して0 ボルト 、または差動出力間に、出力タイプ）。 
理想的なオペアンプは、差動入力を増幅。この入力差が0ボルトの場合（つまり、両方の入力が同じ電圧である場合）、出力はゼロに。ただし、製造プロセスにより、実際のオペアンプの差動入力トランジスタは正確に一致しない場合があり これにより、入力オフセット電圧と呼ばれるゼロ以外の差動入力値で出力がゼロに。 
典型的な値{\displaystyle V_{os}}では安価な商用グレードのオペアンプ集積回路 （IC）の場合、約1〜10 mVで これは、ICのオフセットヌルピンまたは高品質またはレーザートリミングされたデバイスを使用してヌル化された場合、数マイクロボルトに低減可能。ただし、入力オフセット電圧値は温度や経年によってドリフトする場合がありまた チョッパー増幅器は、入力オフセット電圧を積極的に測定および補償し、非常に低いオフセット電圧が必要な場合に使用可能。 
入力バイアス電流と入力オフセット電流は、特定のアンプで見られる正味オフセット電圧にも影響。これらの電流による電圧オフセットは、入力オフセット電圧パラメーターとは別であり、基本的な反転および非反転アンプ構成で使用される2つの抵抗など、信号源とフィードバックおよび入力インピーダンスネットワークのインピーダンスに関連していて FET入力オペアンプは、 バイポーラ入力オペアンプよりも入力バイアス電流が低い傾向があるため、このタイプのオフセットが少なくなる。 
入力オフセット電圧は、正または負の入力端子と直列の電圧源によって象徴的に表され（どちらの方法でも数学的に同等です） 通常、入力オフセット電圧は、出力をゼロにするために非反転端子に印加される入力電圧で測定される。  